# Водолюб большой чёрный
Водолюб большой чёрный (лат. Hydrophilus aterrimus) — крупный водный жук семейства водолюбы (Hydrophilidae).

## Описание
Длина тела 32—43 мм. Тело угольно-чёрного цвета. По бокам брюшка с рыжими пятнышками. Усики толстые, булавовидные, применяются для захвата воздуха при всплытии. Задние ноги плавательные.
Личинка конусовидной формы, длина тела 7—9 см.

## Образ жизни и питание
Обитатель стоячих водоемов, заросших водной растительностью. Взрослые жуки ведут водный образ жизни, но плавают не слишком хорошо, предпочитая ползать по водным растениям. Для защиты от врагов применяют густую чёрную жидкость, выбрасываемую из брюшка и шипение.
Личинки тоже не любят плавать, в основном сидят на месте или ползают по дну.
Имаго кормятся листьями водных растений, а личинки в основном мелкими моллюсками.

## Ареал
Встречаются в Евразии вплоть до Дальнего Востока.